# Skeleton ai IV Giochi olimpici giovanili invernali
Le gare di skeleton ai IV Giochi olimpici giovanili invernali del Gangwon 2024 si sono svolte il 22 e 23 gennaio all'Alpensia Sliding Centre di Daegwallyeong, in Corea del Sud. Sono state disputate due gare: il singolo femminile e quello maschile.

## Podi

### Ragazze
| Evento  | Oro        | Tempo   | Argento       | Tempo   | Bronzo       | Tempo   |
| Singolo | Maria Votz | 1'49"45 | Darta Neimane | 1'49"79 | Laura Legere | 1'50"22 |

### Ragazzi
| Evento  | Oro              | Tempo   | Argento            | Tempo   | Bronzo       | Tempo   |
| Singolo | Emils Indriksons | 1'44"66 | Yaroslav Lavreniuk | 1'45"67 | Shin Yeon-su | 1'46"05 |